# Lugo (Ravenna)
|  | Per a altres significats, vegeu «Lugo (desambiguació)». |

Lugo (en emilià-romanyol Lugh) és un municipi italià, situat a la regió d'Emília-Romanya i a la província de Ravenna. L'any 2006 tenia 31.925 habitants.